# Kozje
Kozje je naselje v Občini Kozje z malo več kot 600 prebivalci, kar predstavlja petino prebivalstva te občine.

## Lega
Kozje je osrednje naselje na Kozjanskem. Središče Kozjanskega se je razvilo v razširjeni dolini srednje Bistrice pod vzhodnimi pobočji Kozjaka (625 mnm) ob sotočju Bistrice in Bistrega grabna oziroma ob cesti Lesično - Podsreda.

## Zgodovina
Kozje je eno najstarejših naselij na Kozjanskem. Kraj se prvič omenja leta 1016. Trške pravice je dobil pred letom 1384, 1385 je postal sedež sodnega in davčnega okraja.  Naselje ni bil utrjeno, zato so ga večkrat oropali Turki, 1573 pa napadli uporni kmetje. V 19. stoletju je postal pomembno sejemsko središče. Grad nad sotesko Bistrega grabna so konec 15. stol. razrušili. V župnijski Marijini cerkvi je na prezbiteriju naslikana mogočna poznogotska podoba sv. Krištofa.

### Druga svetovna vojna
Nemški okupator je leta 1941 v Kozjem vzpostavil orožniško postajo, ki jo je občasno okrepil z Wehrmannschaftom. Kozjanske partizanske enote so v okolici Kozjanskega izvedle več oboroženih akcij. 11. septembra 1944 sta Kozjanski odred in Bračičeva brigada napadla posadki orožnikov in vermanov. V hudem spopadu se je ena posadka vermanov vdala, drugo (orožnike) pa so naslednji dan rešili policijski bataljon in ustaši iz Klanjca (Hrvaška). Kozje je bilo nato svobodno do nemške ofenzive decembra 1944, ko je tu okupator ponovno vzpostavil svojo postojanko.